# 카이알파
카이알파(Chi Alpha | ΧΑ )는 미국에서 시작된 초교파 기독교 학생 단체로 하나님의 성회의 후원을 받는다.
1953년 미주리주 스프링필드에 있는 미주리 주립 대학교(당시에는 사우스웨스트 미주리 주립 대학으로 알려짐) 캠퍼스에서 설립된 국제적이고 초교파적인 남녀 공학 기독교 교제, 사교 클럽, 학생회 및 봉사 단체이다. 카이알파는 1914년 역사적으로 아프리카계 미국인 그리스도 안에 있는 하나님의 교회에서 인종과 행정 문제로 분리된 후 설립된 오순절 교단인 미국 하나님의 성회(Assemblies of God USA)의 후원을 받는다.
카이알파는 사명을 "학생들을 예수 그리스도와 화해시켜 대학, 시장 및 세계를 변화시키는 것"으로 정의한다. 핵심 가치 또는 기둥을 커뮤니티, 창의성, 다양성, 우수성, 무결성, 섬기는 리더십으로 설명한다. 자체적으로 설명하는 다섯 가지 접근 방식은 기도, 예배, 친교, 제자도, 선교이다. 자선 및 봉사 단체 제휴는 콘보이 오브 호프(Convoy of Hope)이다. 캠퍼스 사역과 교제를 통해 카이알파는 교리적 동의가 필요한 WAGF(World Assemblies of God Fellowship)를 통해 선교사 인턴십 프로그램을 운영한다.